# Punkrockdays: The Best of Down by Law
Punkrockdays: The Best of Down by Lawè un greatest hits del gruppo pop punk statunitense Down by Law, pubblicato il 9 aprile 2002.

## Tracce
1. Independence Day – 1:13
2. Flower Tattoo – 1:17
3. Punk as Fuck – 1:34
4. Burning Heart – 1:42
5. All American – 1:57
6. Right or Wrong – 2:15
7. No Equalizer – 2:47
8. Ivory Girl – 2:48
9. Gruesome Gary – 2:59
10. Superman – 3:03
11. Last Brigade – 3:12
12. Best Friends – 3:12
13. Hit or Miss – 3:16
14. Bright Green Globe – 3:34
15. Goodnight Song – 3:45
16. 1944 – 3:54
17. 500 Miles – 4:02
18. Radio Ragga – 4:39
19. Big Country – 3:47

## Formazione[2]
- Dave Smalley - voce, chitarra, organo
- Brian Baker - chitarra
- Chris Bagarozzi - chitarra
- Sam Williams - chitarra
- Jaime Pina - chitarra
- Ed Urlick - basso
- Dave Naz - batteria
- Hunter Oswald - batteria, organo
- Chris Lagerborg - batteria
- Danny Westman - batteria